# 13302 Kezmoh
A 13302 Kezmoh (ideiglenes jelöléssel 1998 RO31) a Naprendszer kisbolygóövében található aszteroida. A LINEAR projekt keretében fedezték fel 1998. szeptember 14-én.